# Pterapicus isjaslavi
Pterapicus isjaslavi är en stekelart som beskrevs av Dzhanokmen 1974. Pterapicus isjaslavi ingår i släktet Pterapicus och familjen puppglanssteklar.
Artens utbredningsområde är Mongoliet. Inga underarter finns listade i Catalogue of Life.